# Tomáš Černý (fotbalista)
Tomáš Černý (* 10. dubna 1985 Ústí nad Labem) je bývalý český fotbalový brankář, který naposledy působil ve skotském klubu Aberdeen.

## Klubová kariéra
Černý je odchovanec Jiskry Králíky. V roce 1999 odešel do Lanškrouna a v roce 2001 následně do Sigmy Olomouc. V místním A-mužstvu odchytal pouze jediný ligový zápas, 12. března 2005 proti Příbrami (remíza 0:0). V srpnu 2007 odešel po úspěšných testech na hostování do skotského druholigového klubu Hamilton Academical, s nímž slavil ve své první sezóně 2007/08 postup do Scottish Premier League (SPL). V lednu 2009 obdržel ocenění „hráč měsíce“ SPL. V dubnu 2009 skotský klub využil předkupní opci a Černý se stal hráčem Hamiltonu Academical FC. Podepsal smlouvu na dva roky. Na jaře 2012 prodělal operaci ramene a následnou dlouhou rekonvalescenci.
V červnu 2012 přestoupil do populárního bulharského klubu CSKA Sofia. Debutoval 19. července 2012 ve druhém předkole Evropské ligy proti slovinskému celku ND Mura 05 (remíza 0:0). Bulharský klub měl poté finanční problémy a spousta hráčů odešla, Tomáš Černý byl jeden z pěti fotbalistů, kteří zůstali. V CSKA se změnil majitel.
V červenci 2014 přestoupil do řeckého klubu PAE Ergotelis z Kréty.
25. ledna 2015 se jako volný hráč vrátil do Skotska a podepsal smlouvu do konce sezóny s druholigovým týmem Hibernian. Tam neodchytal žádný zápas a v červnu podepsal smlouvu s týmem Partick Thistle. V letech 2018-2021 působil ve skotském Aberdeen FC. V lednu 2021 oznámil konec profesionální kariéry.

## Reprezentační kariéra
Černý nastupoval za české mládežnické výběry U17, U18, U19 a U21.